# Pee Dee (comtat de Montgomery)
Pee Dee és una comunitat no incorporada al sud-oest del comtat de Montgomery, Carolina del Nord, Estats Units, situada a l'autopista 73 de Carolina del Nord .El representant i senador estatal dels Estats Units Edmund Deberry va viure a Pee Dee, que en aquell moment era un township, fins a la seva mort el 1859.
La comunitat va rebre el nom del poble Pee Dee, que va construir el proper túmul indi de Town Creek.